# Copa del Món de Rugbi 1987
La Copa del Món de Rugbi 1987 fou la primera edició Copa del Món de Rugbi. Nova Zelanda i Austràlia foren les amfitriones del torneig. Nova Zelanda va acollir 20 partits - 17 partits de la fase de grups, dos quarts de finals i la gran final. Austràlia va acollir 12 partits - set partits de la fase de grups, les semifinals i el partit pel tercer i quart lloc. Els All Blacks van esdevenir els primers campions del torneig.
Setze equips es van classificar per a aquest torneig inaugural. Set de les places disponibles foren designades automàticament pel membres de la International Rugby Board a Nova Zelanda, Austràlia, Anglaterra, Escòcia, Irlanda, Gal·les i França. Sud-àfrica, potencia a nivell internacional, no va poder competir a causa del boicot esportiu internacional derivat de les polítiques apartheid. No hi havia cap procés de qualificació per cobrir les places restants, en el seu lloc es van enviar invitacions a les seleccions d'Argentina, Fiji, Itàlia, Canadà, Romania, Tonga, Japó, Zimbabwe i els Estats Units. Això va deixar a Samoa Occidental exclosa, malgrat el seu millor nivell de joc que alguns dels equips convidats. La Unió Soviètica també va ser convidada però va rebutjar la invitació per motius polítics, pel que sembla derivada pel fet que a la junta de la IRB hi havia membres de la delegació sud-africana.
El torneig fou molt desequilibrat, ja que el potencial dels equips de la IRB era desproporcionadament superior als equips convidats. A la meitat dels partits de la fase de grups, un dels dos equips va superar els 40 punts. Finalment, el torneig el guanyaria un dels amfitrions, Nova Zelanda que derrotaria França a la final.

## Equips participants
En la 1a edició de la Copa del món de Rugbi, no hi va haver fase de classificació i els equips participants foren els fundadors de la IRB més 9 equips convidats. Sud-àfrica fou exclosa per motius polítics, la Unió Soviètica va declinar l'oferta també per motius geopolítics. La polèmica va sorgir per la no invitació de Samoa Occidental un equip amb un potencial superior al d'altres seleccions, que no van participar en el torneig.
| Membres de la IRBF                                                             | Equips convidats                                                              |
| ------------------------------------------------------------------------------ | ----------------------------------------------------------------------------- |
| - Anglaterra - Austràlia - Escòcia - França - Gal·les - Irlanda - Nova Zelanda | - Argentina - Canadà - Estats Units - Fiji - Itàlia - Japó - Tonga - Zimbabwe |

## Estadis

### Austràlia
| Ciutat   | Estadi            | Capacitat |
| -------- | ----------------- | --------- |
| Brisbane | Ballymore Stadium | 24.000    |
| Sydney   | Concord Oval      | 20.000    |

### Nova Zelanda
| Ciutat           | Estadi                        | Capacitat |
| ---------------- | ----------------------------- | --------- |
| Auckland         | Eden Park                     | 45.472    |
| Wellington       | Athletic Park                 | 39.000    |
| Christchurch     | Lancaster Park                | 36.500    |
| Dunedin          | Carisbrook                    | 35.000    |
| Rotorua          | Rotorua International Stadium | 35.000    |
| Napier           | McLean Park                   | 30.000    |
| Hamilton         | Rugby Park                    | 30,000    |
| Palmerston North | Showgrounds Oval              | 20.000    |
| Invercargill     | Rugby Park Stadium            | 17.000    |

## Grups
| Grup 1                                         | Grup 2                               | Grup 3                                     | Grup 4                                  |
| ---------------------------------------------- | ------------------------------------ | ------------------------------------------ | --------------------------------------- |
| Austràlia · Anglaterra · Japó · Estats Units · | Canadà · Irlanda · Tonga · Gal·les · | Argentina · Fiji · Itàlia · Nova Zelanda · | França · Romania · Escòcia · Zimbabwe · |

- El Grup 1 tenia la seu a Austràlia;
- el Grup 2 tenia la seu a Nova Zelanda excepte un partit jugat a Austràlia;
- el Grup 3 tenia la seu a Nova Zelanda;
- el Grup 4 tenia la seu a Nova Zelanda.

## Fase de Grups

### Sistema de puntuació
El sistema de puntuació era el següent :
- 2 punts pel vencedor del partit;
- 1 punt per cada equip en cas d'empat;
- 0 punts en cas de derrota.

### Grup 1
| Equip        | J | G | E | P | PF  | PC  | Pts |
| ------------ | - | - | - | - | --- | --- | --- |
| Austràlia    | 3 | 3 | 0 | 0 | 108 | 41  | 6   |
| Anglaterra   | 3 | 2 | 0 | 1 | 100 | 32  | 4   |
| Estats Units | 3 | 1 | 0 | 2 | 39  | 99  | 2   |
| Japó         | 3 | 0 | 0 | 3 | 48  | 123 | 0   |

| Austràlia                                             | 19–6 (6-0) | Anglaterra                 | 23 de maig de 1987 - Assistència: 17.896 espectadors Àrbitre: Keith Lawrence (Nova Zelanda) |
| Assaigs: Campese Poidevin Con: Lynagh Pen: Lynagh (3) |            | Assaig: Harrison Con: Webb | 23 de maig de 1987 - Assistència: 17.896 espectadors Àrbitre: Keith Lawrence (Nova Zelanda) |

| Japó                                                      | 18–21 (11-15) | Estats Units                                                | 24 de maig de 1987 - Assistència: 4.000 espectadors Àrbitre: Guy Maurette (França) |
| Assaigs: Taumoefolau (2) Yoshinaga Pen: Yoshinaga Kutsuki |               | Assaigs: Nelson Purcell Lambert Con: Nelson (3) Pen: Nelson | 24 de maig de 1987 - Assistència: 4.000 espectadors Àrbitre: Guy Maurette (França) |

| Anglaterra                                                                                        | 60–7 (16-3) | Japó                         | 30 de maig de 1987 - Assistència: 4.893 espectadors Àrbitre: René Hourquet (França) |
| Assaigs: Harrison (3) Underwood (2) Salmon Richards Redman Rees Simms Con: Webb (7) Pen: Webb (2) |             | Assaig: Miyamoto Pen: Matsuo | 30 de maig de 1987 - Assistència: 4.893 espectadors Àrbitre: René Hourquet (França) |

| Austràlia                                                                                          | 47-12 (21-3) | Estats Units                                        | 31 de maig de 1987 - Assistència: 10.855 espectadors Àrbitre: Brian Anderson (Escòcia) |
| Assaigs: Leeds (2) Assaig de càstig Campese Smith Slack Papworth Codey Con: Lynagh (6) Pen: Lynagh |              | Assaig: Nelson Con: Nelson Pen: Nelson Drop: Horton | 31 de maig de 1987 - Assistència: 10.855 espectadors Àrbitre: Brian Anderson (Escòcia) |

| Anglaterra                                                            | 34–6 (12-0) | Estats Units                | 3 de juny de 1987 - Assistència: 8.785 espectadors Àrbitre: Kerry Fitzgerald (Austràlia) |
| Assaigs: Winterbottom (2) Harrison Dooley Con: Webb (3) Pen: Webb (4) |             | Assaig: Purcell Con: Nelson | 3 de juny de 1987 - Assistència: 8.785 espectadors Àrbitre: Kerry Fitzgerald (Austràlia) |

| Austràlia                                                                  | 42–23 (16-13) | Japó                                                                 | 3 de juny de 1987 - Assistència: 8.785 espectadors Àrbitre: Jim Fleming (Escòcia) |
| Assaigs: Slack (2) Burke (2) Tuynman Grigg Hartill Campese Con: Lynagh (5) |               | Assaigs: Kutsuki (2) Fujita Con: Okidoi Pen: Okidoi (2) Drop: Okidoi | 3 de juny de 1987 - Assistència: 8.785 espectadors Àrbitre: Jim Fleming (Escòcia) |

### Grup 2
| Equip   | J | G | E | P | PF | PC | Pts |
| ------- | - | - | - | - | -- | -- | --- |
| Gal·les | 3 | 3 | 0 | 0 | 82 | 31 | 6   |
| Irlanda | 3 | 2 | 0 | 1 | 84 | 41 | 4   |
| Canadà  | 3 | 1 | 0 | 2 | 65 | 90 | 2   |
| Tonga   | 3 | 0 | 0 | 3 | 29 | 98 | 0   |

| Canadà                                                                                            | 37–4 (16-0) | Tonga        | 24 de maig de 1987 - Assistència: 7.000 espectadors Àrbitre: Clive Norling (Gal·les) |
| Assaigs: Palmer (2) Vaesen (2) Stuart Frame Assaig de càstig Con: Wyatt (2) Gareth Rees Pen: Rees |             | Assaig: Valu | 24 de maig de 1987 - Assistència: 7.000 espectadors Àrbitre: Clive Norling (Gal·les) |

| Irlanda          | 6–13 (6-0) | Gal·les                                     | 25 de maig de 1987 - Assistència: 15.000 espectadors Àrbitre: Kerry Fitzgerald (Austràlia) |
| Pen: Kiernan (2) |            | Assaig: Ring Pen: Thorburn Drop: Davies (2) | 25 de maig de 1987 - Assistència: 15.000 espectadors Àrbitre: Kerry Fitzgerald (Austràlia) |

| Tonga                                                  | 16–29 (7-17) | Gal·les                                                                    | 29 de maig de 1987 - Assistència: 19.000 espectadors Àrbitre: David Bishop (Nova Zelanda) |
| Assaigs: Fielea Fifita Con: Liava'a Pen: Liava'a Amone |              | Assaigs: Webbe (3) Hadley Con: Thorburn (2) Pen: Thorburn (2) Drop: Davies | 29 de maig de 1987 - Assistència: 19.000 espectadors Àrbitre: David Bishop (Nova Zelanda) |

| Canadà                                          | 19–46 (12-16) | Irlanda | 30 de maig de 1987 - Assistència: 9.000 espectadors Àrbitre: Fred Howard (Anglaterra) |
| Assaig: Cardinal Pen: Rees (3) Wyatt Drop: Rees |               | Assaigs: Crossan (2) Bradley Spillane Ringland MacNeill Con: Kiernan (5) Pen: Kiernan (2) Drop: Ward Kiernan | 30 de maig de 1987 - Assistència: 9.000 espectadors Àrbitre: Fred Howard (Anglaterra) |

| Canadà        | 9–40 (9-6) | Gal·les                                                             | 3 de juny de 1987 - Assistència: 14.000 espectadors Àrbitre: David Bishop (Nova Zelanda) |
| Pen: Rees (3) |            | Assaigs: Evans (4) Devereux Bowen Hadley Phillips Con: Thorburn (4) | 3 de juny de 1987 - Assistència: 14.000 espectadors Àrbitre: David Bishop (Nova Zelanda) |

| Irlanda                                                      | 32–9 (13-3) | Tonga          | 3 de juny de 1987 - Assistència: 4.000 espectadors Àrbitre: Guy Maurette (França) |
| Assaigs: Mullin (3) MacNeill (2) Con: Ward (3) Pen: Ward (2) |             | Pen: Amone (3) | 3 de juny de 1987 - Assistència: 4.000 espectadors Àrbitre: Guy Maurette (França) |

### Grup 3
| Equip        | J | G | E | P | PF  | PC  | Pts |
| ------------ | - | - | - | - | --- | --- | --- |
| Nova Zelanda | 3 | 3 | 0 | 0 | 190 | 34  | 6   |
| Fiji         | 3 | 1 | 0 | 2 | 56  | 101 | 2   |
| Itàlia       | 3 | 1 | 0 | 2 | 40  | 110 | 2   |
| Argentina    | 3 | 1 | 0 | 2 | 49  | 90  | 2   |

Fiji classificat per tenir un nombre més gran d'assaigs (Fiji 6, Italy 5, Argentina 4)
| Nova Zelanda | 70–6 (12-3) | Itàlia                     | 22 de maig de 1987 - Assistència: 20,000 espectadors Àrbitre: Bob Fordham (Austràlia) |
| Assaigs: Kirwan (2) Kirk (2) Green (2) Assaig de càstig Jones Taylor McDowell Stanley Whetton Con: Fox (8) Pen: Fox (2) |             | Pen: Collodo Drop: Collodo | 22 de maig de 1987 - Assistència: 20,000 espectadors Àrbitre: Bob Fordham (Austràlia) |

| Argentina                                      | 9–28 (0-13) | Fiji                                                                                      | 24 de maig de 1987 - Assistència: 13.000 espectadors Àrbitre: Jim Fleming (Escòcia) |
| Assaig: Assaig de càstig Con: Porta Pen: Porta |             | Assaigs: Gale Naivilawasa Nalaga Savai Con: Koroduadua (2) Rokowailoa Pen: Koroduadua (2) | 24 de maig de 1987 - Assistència: 13.000 espectadors Àrbitre: Jim Fleming (Escòcia) |

| Nova Zelanda                                                                                     | 74–13 (40-3) | Fiji                             | 27 de maig de 1987 - Assistència: 26,000 espectadors Àrbitre: Derek Bevan (Gal·les) |
| Assaigs: Gallagher (4) Green (4) Kirk Kirwan Assaig de càstig Whetton Con: Fox (10) Pen: Fox (2) |              | Assaig: Cama Pen: Koroduadua (3) | 27 de maig de 1987 - Assistència: 26,000 espectadors Àrbitre: Derek Bevan (Gal·les) |

| Argentina                                     | 25–16 (10-3) | Itàlia                                                    | 28 de maig de 1987 - Assistència: 2.000 espectadors Àrbitre: Roger Quittenton (Anglaterra) |
| Assaigs: Lanza Gómez Con: Porta Pen:Porta (5) |              | Assaigs: Innocenti Cuttitta Con: Collodo Pen: Collodo (2) | 28 de maig de 1987 - Assistència: 2.000 espectadors Àrbitre: Roger Quittenton (Anglaterra) |

| Fiji                                                               | 15–18 (3-7) | Itàlia                                                              | 31 de maig de 1987 - Assistència: 13.000 espectadors Àrbitre: Keith Lawrence (Nova Zelanda) |
| Assaig: Naivilawasa Con: Koroduadua Pen: Koroduadua (2) Drop: Quro |             | Assaigs: Cuttitta Cucchiella Mascioletti Pen: Collodo Drop: Collodo | 31 de maig de 1987 - Assistència: 13.000 espectadors Àrbitre: Keith Lawrence (Nova Zelanda) |

| Nova Zelanda                                                                | 46–15 (17-9) | Argentina                               | 1 de juny de 1987 - Assistència: 30,000 espectadors Àrbitre: Roger Quittenton (Anglaterra) |
| Assaigs: Kirk Brooke Stanley Earl Crowley Whetton Con: Fox (2) Pen: Fox (6) |              | Assaig: Lanza Con: Porta Pen: Porta (3) | 1 de juny de 1987 - Assistència: 30,000 espectadors Àrbitre: Roger Quittenton (Anglaterra) |

### Grup 4
| Equip    | J | G | E | P | PF  | PC  | Pts |
| -------- | - | - | - | - | --- | --- | --- |
| França   | 3 | 2 | 1 | 0 | 145 | 44  | 5   |
| Escòcia  | 3 | 2 | 1 | 0 | 135 | 69  | 5   |
| Romania  | 3 | 1 | 0 | 2 | 61  | 130 | 2   |
| Zimbàbue | 3 | 0 | 0 | 3 | 53  | 151 | 0   |

| Romania                                                             | 21–20 (3-11) | Zimbàbue                                                  | 23 de maig de 1987 - Assistència: 4.500 espectadors Àrbitre: Stephen Hilditch (Irlanda) |
| Assaigs: Paraschiv Toader Hodorca Pen: Dumitru AlexandAlexandru (3) |              | Assaigs: Tsimba (2) Neill Con: Ferreira Pen: Ferreira (2) | 23 de maig de 1987 - Assistència: 4.500 espectadors Àrbitre: Stephen Hilditch (Irlanda) |

| França                                                      | 20–20 (6-13) | Escòcia                                 | 23 de maig de 1987 - Assistència: 18.000 espectadors Àrbitre: Fred Howard (Anglaterra) |
| Assaigs: Sella Berbizier Blanco Con: Blanco Pen: Blanco (2) |              | Assaigs: White Duncan Pen: Hastings (4) | 23 de maig de 1987 - Assistència: 18.000 espectadors Àrbitre: Fred Howard (Anglaterra) |

| França | 55–12 (12-12) | Romania          | 28 de maig de 1987 - Assistència: 7.000 espectadors Àrbitre: Bob Fordham (Austràlia) |
| Assaigs: Lagisquet (2) Charvet (2) Sella Andrieu Camberabero Erbani Laporte Con: Laporte (8) Pen: Laporte |               | Pen: Bezuscu (4) | 28 de maig de 1987 - Assistència: 7.000 espectadors Àrbitre: Bob Fordham (Austràlia) |

| Escòcia                                                                                      | 60–21 (40-6) | Zimbàbue                                        | 30 de maig de 1987 - Assistència: 12.000 espectadors Àrbitre: David Burnett (Irlanda) |
| Assaigs: Tait (2) Tukalo (2) Duncan (2) Paxton (2) Oliver Hastings Jeffrey Con: Hastings (8) |              | Assaig: Buitendag Con: Grobler Pen: Grobler (5) | 30 de maig de 1987 - Assistència: 12.000 espectadors Àrbitre: David Burnett (Irlanda) |

| Romania                                                                                             | 28–55 (7-33) | Escòcia                                                                                  | 2 de juny de 1987 - Assistència: 14.000 espectadors Àrbitre: Stephen Hilditch (Irlanda) |
| Assaigs: Murariu (2) Toader Con: Dumitru AlexandAlexandru Ion Pen: Dumitru AlexandAlexandru (3) Ion |              | Assaigs: Jeffrey (3) Tait (2) Hastings (2) Duncan Tukalo Con: Hastings (8) Pen: Hastings | 2 de juny de 1987 - Assistència: 14.000 espectadors Àrbitre: Stephen Hilditch (Irlanda) |

| França                                                                                                   | 70–12 (22-3) | Zimbàbue                                       | 2 de juny de 1987 - Assistència: 3.000 espectadors Àrbitre: Derek Bevan (Gal·les) |
| Assaigs: Modin (3) Camberabero (3) Charvet (2) Rodriguez (2) Dubroca Esteve Laporte Con: Camberabero (9) |              | Assaig: Kaulbach Con: Grobler Pen: Grobler (2) | 2 de juny de 1987 - Assistència: 3.000 espectadors Àrbitre: Derek Bevan (Gal·les) |

## Fase Final
|  | Quarts de final                             | Quarts de final                      |                                     |           | Semifinals  | Semifinals  |  |  | Final                                                  | Final |
|  |                                             |                                      |                                     |           |             |             |  |  |                                                        |       |
|  | 6 de juny de – Lancaster Park, Christchurch |                                      |                                     |           |             |             |  |  |                                                        |       |
|  |                                             |                                      |                                     |           |             |             |  |  |                                                        |       |
|  | Nova Zelanda                                | 30                                   |                                     |           |             |             |  |  |                                                        |       |
|  | Nova Zelanda                                | 30                                   | 14 de juny de – Ballymore, Brisbane |           |             |             |  |  |                                                        |       |
|  | Escòcia                                     | 3                                    |                                     |           |             |             |  |  |                                                        |       |
|  | Escòcia                                     | 3                                    | Nova Zelanda                        | 49        |             |             |  |  |                                                        |       |
|  | 8 de juny de – Ballymore, Brisbane          |                                      | Nova Zelanda                        | 49        |             |             |  |  |                                                        |       |
|  |                                             | Gal·les                              | 6                                   |           |             |             |  |  |                                                        |       |
|  | Gal·les                                     | Gal·les                              | 6                                   | 16        |             |             |  |  |                                                        |       |
|  | Gal·les                                     |                                      | 20 de juny de – Eden Park, Auckland | 16        |             |             |  |  |                                                        |       |
|  | Anglaterra                                  | 3                                    |                                     |           |             |             |  |  |                                                        |       |
|  | Anglaterra                                  | 3                                    | Nova Zelanda                        | 29        |             |             |  |  |                                                        |       |
|  | 7 de juny de – Eden Park, Auckland          |                                      | Nova Zelanda                        | 29        |             |             |  |  |                                                        |       |
|  |                                             | França                               | 9                                   |           |             |             |  |  |                                                        |       |
|  | França                                      | França                               | 9                                   | 31        |             |             |  |  |                                                        |       |
|  | França                                      | 13 de juny de – Concord Oval, Sydney |                                     | 31        |             |             |  |  |                                                        |       |
|  | Fiji                                        | 16                                   |                                     |           |             |             |  |  |                                                        |       |
|  | Fiji                                        | 16                                   | França                              | 30        | Tercer lloc | Tercer lloc |  |  |                                                        |       |
|  | 7 de juny de – Concord Oval, Sydney         |                                      | França                              | 30        | Tercer lloc | Tercer lloc |  |  |                                                        |       |
|  |                                             | Austràlia                            | 24                                  |           |             |             |  |  |                                                        |       |
|  | Austràlia                                   | Austràlia                            | 24                                  | 33        | Gal·les     | 22          |  |  |                                                        |       |
|  | Austràlia                                   |                                      |                                     | 33        | Gal·les     | 22          |  |  |                                                        |       |
|  | Irlanda                                     | 15                                   |                                     | Austràlia | 21          |             |  |  |                                                        |       |
|  | Irlanda                                     | 15                                   |                                     |           | 21          |             |  |  |                                                        |       |
|  |                                             |                                      |                                     |           |             |             |  |  | 18 de juny de – Rotorua International Stadium, Rotorua |       |
|  |                                             |                                      |                                     |           |             |             |  |  |                                                        |       |

### Quarts-de final
| Nova Zelanda                                         | 30–3 (9-3) | Escòcia       | 6 de juny de 1987 - Assistència: 30,000 espectadors Àrbitre: David Burnett (Irlanda) |
| Assaigs: Whetton Gallagher Con: Fox (2) Pen: Fox (6) |            | Pen: Hastings | 6 de juny de 1987 - Assistència: 30,000 espectadors Àrbitre: David Burnett (Irlanda) |

| Austràlia                                                         | 33–15 (24-0) | Irlanda                                                 | 7 de juny de 1987 - Assistència: 14,356 espectadors Àrbitre: Brian Anderson (Escòcia) |
| Assaigs: Burke (2) McIntyre Smith Con: Lynagh (4) Pen: Lynagh (3) |              | Assaigs: MacNeill Kiernan Con: Kiernan (2) Pen: Kiernan | 7 de juny de 1987 - Assistència: 14,356 espectadors Àrbitre: Brian Anderson (Escòcia) |

| Fiji                                                   | 16–31 (7-22) | França                                                                                   | 7 de juny de 1987 - Assistència: 17,000 espectadors Àrbitre: Clive Norling (Gal·les) |
| Assaigs: Qoro Damu Con: Koroduadua Pen: Koroduadua (2) |              | Assaigs: Rodriguez (2) Lorieux Lagisquet Con: Laporte (3) Pen: Laporte (2) Drop: Laporte | 7 de juny de 1987 - Assistència: 17,000 espectadors Àrbitre: Clive Norling (Gal·les) |

| Anglaterra | 3–16 (0-16) | Gal·les                                           | 8 de juny de 1987 - Assistència: 15,000 espectadors Àrbitre: René Hourquet (França) |
| Pen: Webb  |             | Assaigs: Roberts Jones Devereux Con: Thorburn (2) | 8 de juny de 1987 - Assistència: 15,000 espectadors Àrbitre: René Hourquet (França) |

### Semifinals
| Austràlia                                                           | 24–30 (9-6) | França                                                                            | 13 de juny de 1987 - Assistència: 17,768 espectadors Àrbitre: Brian Anderson (Escòcia) |
| Assaigs: Campese Codey Con: Lynagh (2) Pen: Lynagh (3) Drop: Lynagh | [Report]    | Assaigs: Lorieux Sella Lagisquet Blanco Con: Camberabero (4) Pen: Camberabero (2) | 13 de juny de 1987 - Assistència: 17,768 espectadors Àrbitre: Brian Anderson (Escòcia) |

| Nova Zelanda                                                                               | 49–6 (27-0) | Gal·les                        | 14 de juny de 1987 - Assistència: 22,576 espectadors Àrbitre: Kerry Fitzgerald (Austràlia) |
| Assaigs: Kirwan (2) Shelford (2) Drake Whetton Stanley Brooke-Cowden Con: Fox (7) Pen: Fox | [Report]    | Assaig: Devereux Con: Thorburn | 14 de juny de 1987 - Assistència: 22,576 espectadors Àrbitre: Kerry Fitzgerald (Austràlia) |

### Partit pel 3r i 4t lloc
| Austràlia                                                         | 21–22 (15-13) | Gal·les                                                              | 18 de juny de 1987 - Assistència: 29,000 espectadors Àrbitre: Fred Howard (Anglaterra) |
| Assaigs: Burke Grigg Con: Lynagh (2) Pen: Lynagh (2) Drop: Lynagh | [Report]      | Assaigs: Roberts Moriarty Hadley Con: Thorburn (2) Pen: Thorburn (2) | 18 de juny de 1987 - Assistència: 29,000 espectadors Àrbitre: Fred Howard (Anglaterra) |

### Final
| Nova Zelanda                                               | 29-9 (9-0) | França                                              | 20 de juny de 1987 - Assistència: 46,000 espectadors Àrbitre: Kerry Fitzgerald (Austràlia) |
| Assaigs: Jones Kirk Kirwan Con: Fox Pen: Fox (4) Drop: Fox | [Report]   | Assaig: Berbizier Con: Camberabero Pen: Camberabero | 20 de juny de 1987 - Assistència: 46,000 espectadors Àrbitre: Kerry Fitzgerald (Austràlia) |